# Furna
Furna (toponimo tedesco; in romancio Fuorn ) è un comune svizzero di 207 abitanti del Canton Grigioni, nella regione Prettigovia/Davos.

## Monumenti e luoghi d'interesse
- Chiesa riformata di San Giorgio, eretta nel 1490 con campanile del 1690[3].

## Società

### Evoluzione demografica
L'evoluzione demografica è riportata nella seguente tabella:
Abitanti censiti

### Lingue e dialetti
Già paese di lingua romancia, è stato germanizzato nel XIV-XV secolo da coloni walser.

## Geografia antropica

### Frazioni
Le frazioni di Furna sono:
- Furnerberg
  - Danusa
- Hinterberg
- Mittelberg
- Usserberg

## Infrastrutture e trasporti

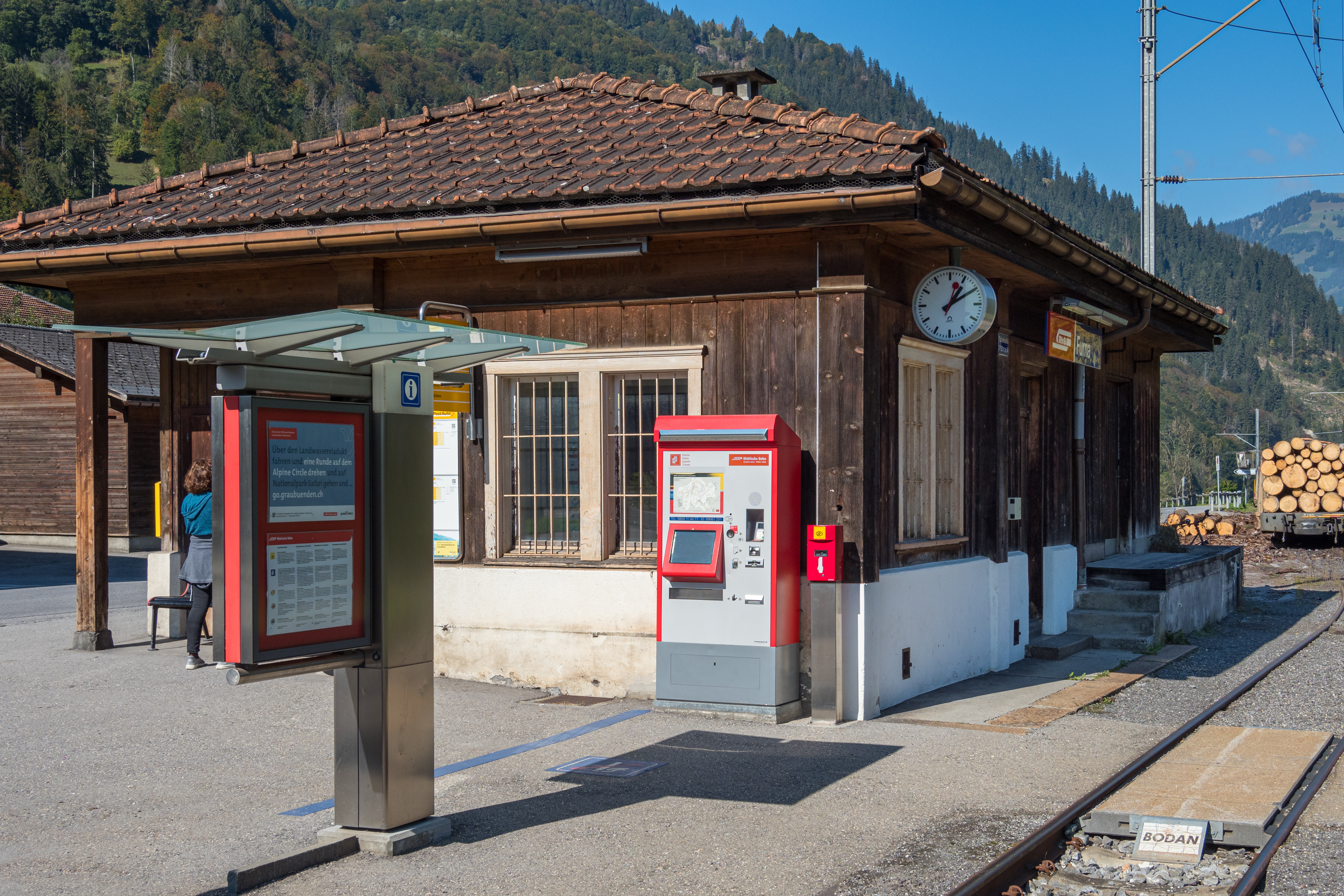
La stazione di Furna

Furna è servito dalla stazione ferroviaria omonima della Ferrovia Retica, sulla linea Landquart-Davos.